# Église Sainte-Marguerite du Vésinet
Pour les articles homonymes, voir Église Sainte-Marguerite.
L'église Sainte-Marguerite est une église catholique située au Vésinet, en France.
Elle est dédiée à sainte Marguerite en souvenir de la fille d'Alphonse Pallu, créateur de la ville. Son classement comme monument historique a eu lieu2016.

## Description

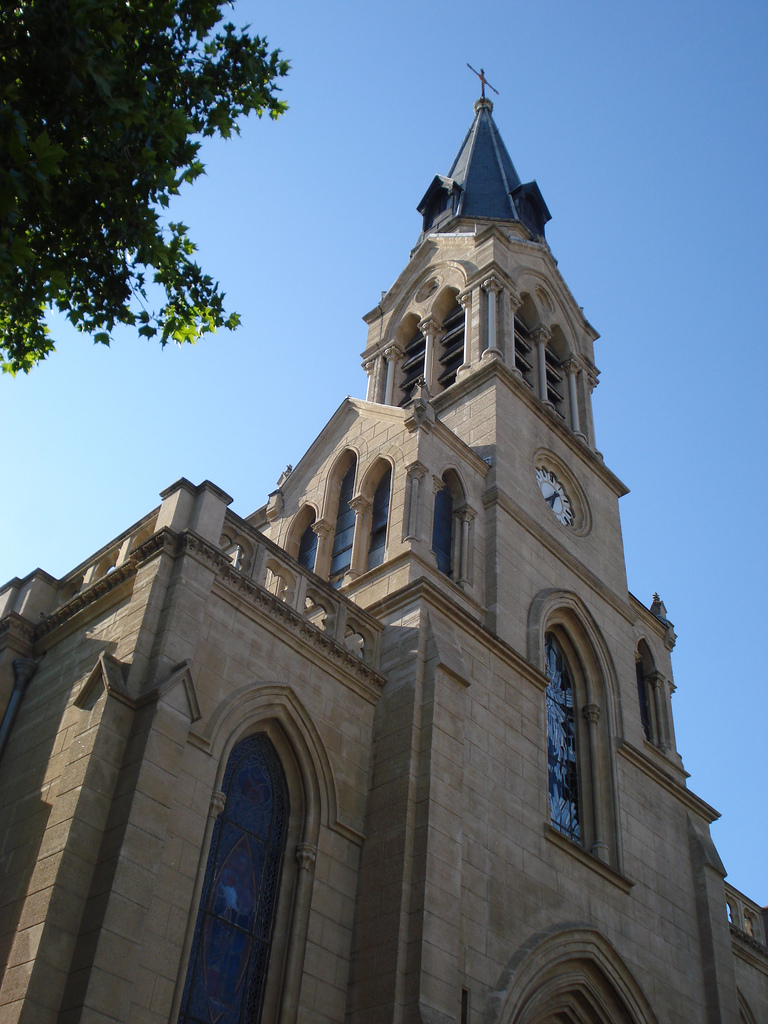
Église Sainte-Marguerite du Vésinet.

Des piliers en fonte et l'emploi du béton ont permis de réduire la taille des piliers par rapport à une construction traditionnelle.
Les fresques et les vitraux sont en grande partie l'œuvre de Maurice Denis.

## Historique

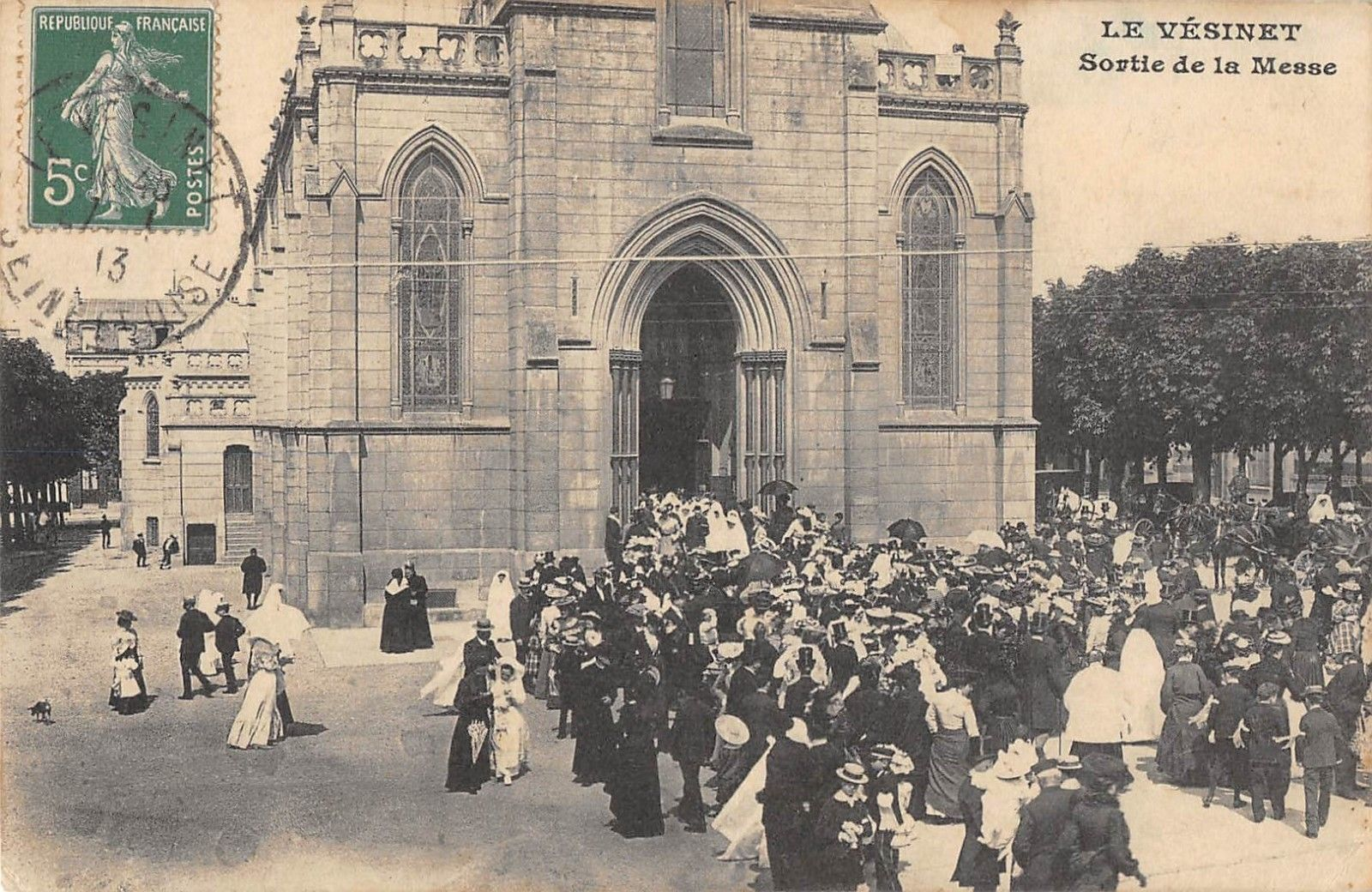
Sortie de messe au Vésinet.

La première pierre fut posée le 20 juin 1862 par Jean-Pierre Mabile, évêque de Versailles.
La consécration eut lieu le 2 juillet 1865.